# Сторожевые корабли типа «Голубь»
Сторожевые корабли типа «Голубь», в финском флоте Канонерские лодки типа «Хямеенмаа» (фин. Hämeenmaa) — сторожевые корабли Российского императорского флота, впоследствии канонерские лодки, состоявшие в ВМС Финляндии и минные заградители в Чили.

## Постройка
Универсальные корабли специальной постройки, предназначенные для охраны баз и несения дозорной, конвойной и посыльной службы. Заложены в Гельсингфорсе в 1916—1917 гг.; к началу 1918 г. успели достроить только 2 головных.

## История службы
Во время германской оккупации Финляндии в 1918 г. все были конфискованы германскими войсками и в 1920 г. после траления в восточной Балтике возвращены финнам. «Голубь» и «Пингвин» стали финскими «Уусимаа» и «Хамеенмаа», остальные 4 в 1920 г. были достроены для ВМС Чили под названиями «Оромпелло», «Эликура», «Коло Коло» и «Люкотон». В 1920 г., по завершении постройки, чилийские корабли перешли в Англию, где на верфи «S. White» на них было установлено вооружение и оборудование для минных постановок. Прибыли в Чили 26.10.1920. «Colo Colo» в 1930 г. продан частному владельцу, переименован в «Toqui», погиб 25.11.1944 во время тайфуна; остальные исключены в 1957 г.
В Зимней войне 1939-40 гг. «Уусимаа», «Хямеенмаа» вместе с «Турунмаа», «Карьяла» и 8 сторожевыми катерами составляли охранную флотилию капитан-лейтенанта Войомаа. Районом их действия было главным образом Аландское море. Летом 1941 года флотилия находилась на юго-западе шхерного района, но 29 августа капитан 3 ранга Пуккиле в обход советского района Гангута вывел ее в Финский залив, где она находилась до сентября 1944 года. В 1943-44 годах «Уусимаа», «Хямеенмаа» составляли 1 флотилию канонерских лодок.
«Уусимаа» и «Хямеенмаа» принимали участие почти во всех значительных боевых операциях обеих войн. 26 июня 1941 года «Уусимаа» (капитан-лейтенант Викберг) потопила советский сторожевой катер МО-238, а 8 июля 1942 года у Сомери — два торпедных катера; «Хямеенмаа» (капитан-лейтенант Хонгисто) — катер МО. В ходе летних боев 1944 года обе канонерские лодки были сильно повреждены. Например, 4 июля все офицеры «Хямеенмаа» были ранены, а капитан-лейтенант Карстен — убит. В октябре 1944 года «Уусимаа» и «Хямеенмаа» действовали в Ботническом заливе против немецкой Лапландской армии в районе Тармо.
После Второй мировой войны оба корабля применялись в качестве тральщиков в Финском заливе, в 1953 г. проданы за границу на слом.

## Представители проекта
| Название               | Страна             | Заложен | Спущен | Вступил | Статус                                                                  |
| ---------------------- | ------------------ | ------- | ------ | ------- | ----------------------------------------------------------------------- |
| «Голубь» «Уусимаа»     | Россия · Финляндия | 1916    | 1917   | 1918    | В 1953 г. продан на слом.                                               |
| «Пингвин»' «Хямеенмаа» | Россия · Финляндия | 1916    | 1917   | 1918    | В 1953 г. продан на слом.                                               |
| «Бекас» «Оромпелло»    | Чили               | 1916    | 1917   | 1919    | Списан в 1957 г.                                                        |
| «Кулик» «Эликура»      | Чили               | 1916    | 1917   | 1919    | Списан в 1957 г.                                                        |
| «Стриж» «Люкотон»      | Чили               | 1916    | 1917   | 1919    | Списан в 1957 г.                                                        |
| «Чибис» «Коло Коло»    | Чили               | 1916    | 1917   | 1919    | В 1930 г. продан частному владельцу. 25.11.1944 погиб во время тайфуна. |